# Кумар, Данила
Данила Андреевна Кумар (словен. Danila Andreja Kumar); 13 октября 1921, Хум, около Новой-Горицы — 18 марта 1944, гора Лубник, около Шкофьи-Локи) — югославская словенская партизанка, участница Народно-освободительной войны Югославии, Народный герой Югославии.

## Биография
Родилась в 1921 году в деревне Колмо (ныне Хум) около Новы-Горицы. Отец — Андрей, столяр, революционер, член Итальянской коммунистической партии с 1921 года; в эмиграции во Франции и Южной Америки, с 1927 года отошёл от политической деятельности. Проживала с родителями в деревне Ежица (пригород Любляны). Окончила там начальную школу и гражданскую школу в Любляне. Из-за невысоких оценок она не поступила ни в коммерческое, ни в техническое училище, вследствие чего ушла работать на текстильный завод по производству носков в Савии, недалеко от родного села. Арестовывалась за поддержку рабочего движения.
С 1937 года Данила работала на целлюлозной фабрике «Тичан» столяром, через три года стала советником по торговым делам. В то же время вступила в Союз коммунистической молодёжи Югославии, на Лимбарской горе на съезде членов Коммунистической партии Югославии выступала с недовольными речами в адрес правительства, не оказывавшего школьникам и студентам финансовой помощи. За подобные высказывания была первый раз арестована полицией; второй раз её арестовали за незаконный жест «Рот Фронт» в адрес словенских рабочих, прибывших из Франции; в третий раз её арестовали незадолго до войны по обвинению в изготовлении коммунистических листовок.
С марта 1941 года член Коммунистической партии Югославии. Участвовала активно в демонстрациях против присоединения к «стальному пакту». В октябре 1941 года её отец ушёл в подполье, и вся семья последовала его примеру. Данила (псевдоним «Андрея») была назначена курьером для связи с ЦК Коммунистической партии Словении, чья штаб-квартира располагалась в Любляне. В июне 1942 года её схватила полиция, но девушка сбежала. В том же месяце штаб-квартиру партии тайно перенесли на освобождённую партизанами территорию.
После создания 1-й словенской пролетарской ударной бригады Кумар вошла в её состав как санитарка. Занимала должности политрука взвода и заместителя политрука роты. Сражалась против немцев и итальянцев зимой 1942—1943 годов в Сухой-Краине, переводя бригаду на территорию, оккупированную немцами. Во время одного из боёв после гибели командира роты возглавила ту самую роту и прорвала кольцо окружения. В сентябре 1943 года как заместитель командира батальона участвовала в спасении раненых: под Церкно её отряд пытался уйти от немецких танков. Данила была ранена в ногу.
В январе 1944 года бригада в составе 14-й словенской дивизии направилась в Штирию через Хорватию, а Кумар была отправлена в Гореньску для встречи с Женским антифашистским фронтом. 18 марта 1944 её выследили немецкие диверсанты на горе Лубник (около Шкофьи-Локи) и очередью из пистолета-пулемёта оборвали девушке жизнь.
Указом Президиума Народной Скупщины ФНРЮ от 20 декабря 1951 Даниле Кумар посмертно присвоено звание Народного героя Югославии.